# Pont de Grésin
Die Pont de Grésin ist eine Hängebrücke über die Rhône, die den zur Gemeinde Léaz im Département Ain gehörenden Weiler Grésin mit der Gemeinde  Éloise im Département Haute-Savoie verbindet.

## Beschreibung
Sie steht zwischen den bewaldeten Steilufern der Rhône in einer Entfernung von etwa 26 km (Luftlinie) von Genf. Über sie führt der Chemin du Pont de Grésin, ein kaum befahrener Feldweg. In den beiden Orten stehen keine Wegweiser zur Brücke, es gibt lediglich unscheinbare Straßenschilder an den Ortsrändern, wo die Wege als Sackgassen ausgewiesen sind.
Die Brücke ist 160 m lang, gemessen zwischen den in die Felswände eingelassenen Ankerblöcken, und steht 15 bis 20 m über dem aufgestauten Fluss. Sie hat eine Spannweite von 114 m. Die Pylone bestehen aus schlanken, stählernen Fachwerkkonstruktionen, die oberhalb und unterhalb der Fahrbahn durch Andreaskreuze Verbunden sind. Der Fahrbahnträger ist durch Geländer aus Stahlprofilen versteift. Die Fahrbahn besteht aus Betonplatten.

## Geschichte
An dieser Stelle ist eine Brücke erstmals 1460 bezeugt, die sich auf einen Felsen in der Mitte des Flusses abstützte. Im 17. Jahrhundert war die Pont de Grésin ein Teil der Spanischen Straße, die den spanischen Habsburgern die Verbindung mit den Spanischen Niederlanden ermöglichte. Die letzte Vorgängerbrücke wurde 1897 etwas weiter flussabwärts als Steinbogenbrücke gebaut und im Jahr 1940 bei Kriegshandlungen zerstört. Der sie ersetzende hölzerne Steg wurde 1943 durch die Maquisards abgebrannt.
Die heutige Brücke wurde zwischen 1948 und 1949 im Auftrag der Compagnie nationale du Rhône (CNR) gebaut, die gerade die 11 km flussabwärts stehende Talsperre Génissiat fertiggestellt hatte, deren Staubecken weit über die Brücke hinaus reicht. Die Einwohner von Grésin hatten den Bau verlangt, da sie durch das Staubecken von ihrem Wald bei Éloise abgeschnitten waren. Sie wurde der Gemeinde Léaz am 1. Dezember 1951 übergeben.
2007 wurde die Brücke gründlich renoviert.